# Hermann Abs
Hermann Joseph Abs (Bonn, 15 d'octubre de 1901 - Bad Soden am Taunus, 5 de febrer de 1994) va ser un banquer alemany. que formà part de la junta directiva del Deutsche Bank (1938 -45). Després de la Segona Guerra Mundial va tenir una curta depuració i va retornar al banc, arribant a ser president del Deutsche Bank (1957-1967); va contribuir a la reconstrucció de l'economia alemanya; el 1952, com a cap de la delegació alemanya a la Conferència de Londres va aconseguir bones condicions pel retorn del deute alemany.